# Exeter (Illinois)
Exeter és una població dels Estats Units a l'estat d'Illinois. Segons el cens del 2000 tenia 70 habitants.

## Demografia
Segons el cens del 2000, Exeter tenia 70 habitants, 27 habitatges, i 17 famílies. La densitat de població era de 39,2 habitants/km².
Dels 27 habitatges en un 29,6% hi vivien nens de menys de 18 anys, en un 44,4% hi vivien parelles casades, en un 14,8% dones solteres, i en un 37% no eren unitats familiars. En el 25,9% dels habitatges hi vivien persones soles el 7,4% de les quals corresponia a persones de 65 anys o més que vivien soles. El nombre mitjà de persones vivint en cada habitatge era de 2,59 i el nombre mitjà de persones que vivien en cada família era de 3,29.
Per edats la població es repartia de la següent manera: un 20% tenia menys de 18 anys, un 15,7% entre 18 i 24, un 22,9% entre 25 i 44, un 28,6% de 45 a 60 i un 12,9% 65 anys o més.
L'edat mediana era de 41 anys. Per cada 100 dones de 18 o més anys hi havia 100 homes.
La renda mediana per habitatge era de 46.875 $ i la renda mediana per família de 51.250 $. Els homes tenien una renda mediana de 26.250 $ mentre que les dones 18.036 $. La renda per capita de la població era de 18.968 $. Cap de les famílies estaven per davall del llindar de pobresa.

## Poblacions més properes
El següent diagrama mostra les poblacions més properes.